# Pappa, pappa, stackars pappa, mamma har hängt dig i garderoben och jag känner mig så nere
Pappa, pappa, stackars pappa, mamma har hängt dig i garderoben och jag känner mig så nere var den svenska titeln på Arthur L. Kopits teaterpjäs Oh Dad, Poor Dad, Mama's Hung You in the Closet and I'm Feelin' So Sad, som senare också blev film. Pjäsen hade premiär på Broadway i New York 1965.

## Pjäsen
Pjäsen, som av sin författare beskrevs som "en fars i tre scener", handlar om en dominant mamma som reser på lyxsemester i Karibien tillsammans med sin son och make (som är död, men har konserverats och följer med i sin likkista).
Oh Dad, Poor Dad, Mama's Hung You in the Closet and I'm Feelin' So Sad var Arthur L. Kopits första pjäs, och den hade urpremiär off-Broadway på Phoenix Repertory Theatre i New York 1962. Året därpå spelade den på Morosco Theatre på Broadway.
I Sverige sattes pjäsen upp av Knäppupp AB och spelade på Knäppupps hemmascen Idéonteatern vid Brunkebergstorg i Stockholm den 10 oktober-18 november 1962. För den svenska översättningen svarade Lennart Lagerwall, Hans Lagerkvist stod för regin och Yngve Gamlin skapade dekoren. Den svenska ensemblen bestod av Birgitta Andersson, Lauritz Falk, Olof Frenzel, Stig Grybe och Isa Quensel med flera.

## Filmen
År 1967 gjordes en filmversion i USA i regi av Richard Quine med samma titel som pjäsen. Filmen gick upp i Sverige under titeln Åh pappa, stackars pappa - mamma har hängt dig i garderoben och jag känner mig så ledsen.